# What Women Want
What Women Want? (¿En qué piensan las mujeres? en España y Lo que ellas quieren en Hispanoamérica) es una película del año 2000 dirigida por Nancy Meyers, protagonizada por Mel Gibson y Helen Hunt.

## Argumento
Nick Marshall (Mel Gibson) es un hombre de éxito en el mundillo de la publicidad, que cree tener el mundo a sus pies, aunque en realidad es un perfecto machista y egocéntrico. Pero un día, en un intento de idear una campaña publicitaria para mujeres, empieza a probar los productos femeninos. El resultado es que acaba electrocutado en la bañera por culpa de un secador, pero sobrevive milagrosamente. Sin embargo, los milagros no acaban allí, ya que, descubre que a partir de eso, empieza a escuchar los secretos y pensamientos de las mujeres que le rodean. Es una comedia romántica, con reflexiones sobre el desconocido y singular mundo de las mujeres ante los ojos de los hombres.

## Reparto
- Mel Gibson como Nick Marshall.
- Helen Hunt como Darcy McGuire.
- Marisa Tomei como Lola.
- Alan Alda como Dan Wanamaker.
- Lauren Holly como Gigi.
- Robert Briscoe Evans como Ted.
- Ashley Johnson como Alexandra "Alex" Marshall.
- Mark Feuerstein como Morgan Farwell.
- Delta Burke como Eve.
- Valerie Perrine como Margo.
- Judy Greer como Erin.
- Sarah Paulson como Annie.
- Ana Gasteyer como Sue Cranston.
- Diana-Maria Riva como Stella.
- Lisa Edelstein como Dina
- Loretta Devine como Flo.
- Eric Balfour como Cameron.
- Logan Lerman como Young Nick Marshall.
- Bette Midler como Dr. J. M. Perkins (no acreditada)

## Premios
- Alan Silvestri fue premiado en los ASCAP Film and Television Music Awards.
- Helen Hunt, Blockbuster Entertainment Award.

- Datos: Q156394